# Meta Catania Calcio a 5 2020-2021
La voce raccoglie i dati riguardanti la Meta Catania Calcio a 5, squadra di calcio a 5 militante in serie A, nelle competizioni ufficiali del 2020-2021.

## Trasferimenti

### Sessione estiva
| Enrico Ricordi     | Mantova                      |
| Carlos Sanz        | Alma Salerno                 |
| Venâncio Baldasso  | Halle-Gooik                  |
| Josip Suton        | HMNK Vrgorac                 |
| Luigi Musumeci     | Lazio (rientro dal prestito) |
| Mariano Quintairos | Active Network               |
| Thomas Baisel      | San Lorenzo                  |
| Josiko             | Real San Giuseppe            |
| Kristian Čekol     | Futsal Dinamo                |
| Marco Biagianti    | Catania                      |

| Pedro Espindola               | CAME Treviso  |
| Thiago Perez                  | Sandro Abate  |
| João Víctor Freire de Barroso | Lecco         |
| Julian Caamaño                | Talavera      |
| Anthony Isgrò                 | Regalbuto     |
| Ernani                        | S10 Saragozza |
| Gerardo Battistoni            | FF Napoli     |
| Paolo Cesaroni                | C.M.B.        |
| Eduardo Dalcin                | Sandro Abate  |
| Pietro Ferrante               | Regalbuto     |
| Juan Adrián Salas             | ElPozo Murcia |

### Sessione invernale
| Francesco Mambella | Acqua e Sapone (in prestito) |
| Marko Kuraja       | Mantova                      |
| Fabinho            | CDM Genova                   |

| Enrico Ricordi     | Acqua e Sapone  |
| Kristian Čekol     | Futsal Dinamo   |
| Carlos Sanz        | Delta te Quiero |
| Mariano Quintairos | Pescara         |

## Prima squadra
| N° | Naz.                 | Ruolo | Sportivo           | Anno       |  |  |
| -- | -------------------- | ----- | ------------------ | ---------- |  |  |
| 2  | Venezuela (bandiera) | DIF   | Carlos Sanz        | 21.03.1996 |  |  |
| 3  | Italia (bandiera)    | LAT   | Giovanni Messina   | 07.01.1994 |  |  |
| 4  | Brasile (bandiera)   | PIV   | Italo Rossetti     | 24.09.1992 |  |  |
| 5  | Italia (bandiera)    | DIF   | Maurizio Silvestri | 17.11.1999 |  |  |
| 6  | Croazia (bandiera)   | LAT   | Marko Kuraja       | 24.09.1992 |  |  |
| 7  | Brasile (bandiera)   | DIF   | Venâncio Baldasso  | 01.07.1993 |  |  |
| 10 | Croazia (bandiera)   | DIF   | Josip Suton        | 14.11.1988 |  |  |
| 11 | Brasile (bandiera)   | PIV   | Fabinho            | 17.03.1990 |  |  |
| 11 | Argentina (bandiera) | LAT   | Mariano Quintairos | 01.11.1990 |  |  |
| 12 | Italia (bandiera)    | POR   | Francesco Mambella | 09.07.1996 |  |  |
| 12 | Italia (bandiera)    | POR   | Enrico Ricordi     | 06.07.1989 |  |  |
| 14 | Argentina (bandiera) | LAT   | Thomas Baisel      | 26.01.1993 |  |  |
| 17 | Croazia (bandiera)   | LAT   | Kristian Čekol     | 30.12.1997 |  |  |
| 20 | Spagna (bandiera)    | LAT   | Josiko             | 12.05.1992 |  |  |
| 22 | Italia (bandiera)    | UNI   | Carmelo Musumeci   | 17.12.1991 |  |  |
| 23 | Italia (bandiera)    | POR   | Daniele Dovara     | 13.02.1999 |  |  |
| 27 | Italia (bandiera)    | PIV   | Marco Biagianti    | 19.04.1984 |  |  |

## Under-19
| N° | Naz.              | Ruolo | Sportivo           | Anno       |  |  |
| -- | ----------------- | ----- | ------------------ | ---------- |  |  |
| 1  | Italia (bandiera) | POR   | Lorenzo Manservigi | 25.06.2002 |  |  |
| 8  | Italia (bandiera) | LAT   | Luigi Musumeci     | 17.03.2001 |  |  |
| 9  | Italia (bandiera) | LAT   | Gianluca Baio      | --.--.---- |  |  |
| 13 | Italia (bandiera) | LAT   | Giulio Cavallaro   | 07.04.2002 |  |  |
| 15 | Italia (bandiera) | LAT   | Luca Tomarchio     | 30.07.2001 |  |  |
| 28 | Italia (bandiera) | LAT   | Giuseppe Rinaudo   | 08.07.2000 |  |  |